# Lommegöl (Mörlunda socken, Småland)
Lommegöl är en sjö i Hultsfreds kommun i Småland och ingår i Emåns huvudavrinningsområde.